# Театрална работилница „Сфумато“
Вижте пояснителната страница за други значения на Сфумато.
Театрална работилница „Сфумато“ е основана през 1989 г. от режисьорите Маргарита Младенова и Иван Добчев като алтернатива на традиционните софийски театри. Набляга на програмите (няколкогодишен анализ на творчеството на определен автор), за сметка на репертоара (отделни пиеси от различни автори на принципа „за всекиго по нещо“). Пример за сфуматовските „програми“ са серията представления по Достоевски, последвани от тези по Стриндберг.
Театралната работилница няма собствена трупа, но в спектаклите ѝ често участват едни и същи актьори.
От май 2004 г. се намира на ул. „Димитър Греков“ 2 (на гърба на театър „София“ и съвсем близо до Малък градски театър „Зад канала“), в реставрираната сграда на някогашната баня „Подуене“.